# NGC 2683

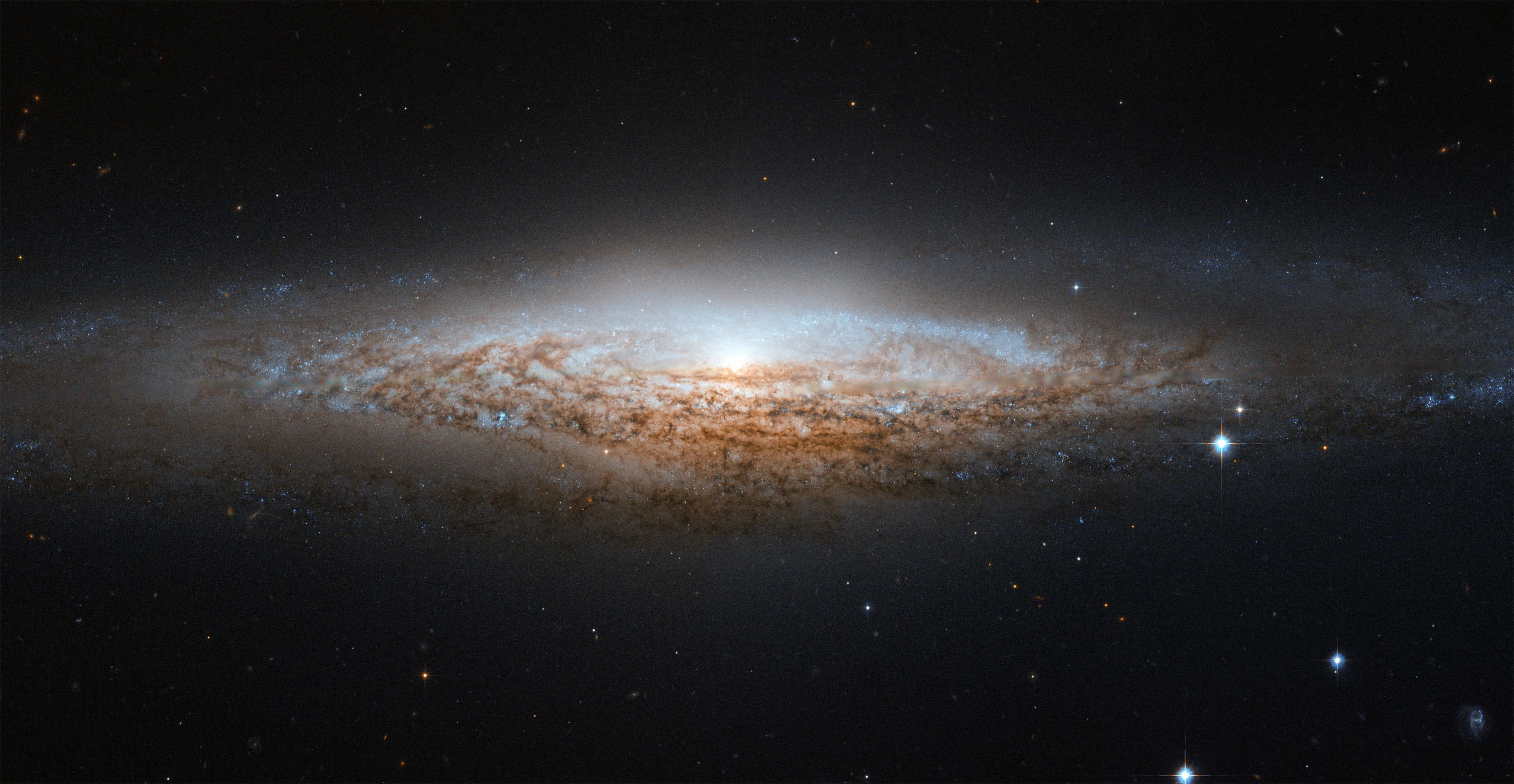
Hình ảnh NGC 2683 chụp bằng kính viễn vọng Hubble

NGC 2683 là tên của một thiên hà xoắn ốc được phát hiện bởi nhà thiên văn học người Anh gốc Đức vào ngày 5 tháng 2 năm 1788. Nó được đặt biệt danh là "thiên hà UFO" bởi trạm quan sát Astronaut Memorial Planetarium.
Nó có khoảng cách khi tính từ trái đất là từ 16 đến 25 triệu năm ánh sáng. NGC 2683 đang di chuyển để cách xa trái đất với vận tốc 410 km/s và cách xa tâm của Ngân Hà với vận tốc là 375 km/s.
Ánh sáng màu đỏ của tâm thiên hà của nó biến thành màu hơi vàng là do các chất khí và bụi ở các nhánh xoắn ốc bên ngoài NGC 2683. Cấp sao biểu kiến của nó là 10,6, nghĩa là với mắt thường ta không thể nhìn thấy nó mà phải dùng đến một kính viễn vọng cỡ nhỏ.

## Đặc tính
Mặc dù nó luôn được xem là thiên hà xoắn ốc không có thanh chắn, tuy nhiên theo một số nghiên cứu gần đây thì thực tế nó là thiên hà xoắn ốc có thanh chắn. Cái thanh chắn này thì rất khó để nhìn thấy bởi vì độ nghiêng của nó quá lớn. Thêm nữa, sự hiện diện của một thanh chắn bắt nguồn từ cấu trúc hình chữ X được nhìn thấy gần trung tâm của nó. Điều này được cho là có liên quan đến sự mất ổn định của thanh chắn ấy.
Độ sáng cũng như kích thước của nó thì nhỏ hơn Ngân Hà. Cũng như nguyên tử Hydro của nó có khối lượng rất ít. Cũng như trên ảnh hồng ngoại thì độ sáng của nó cũng khá thấp. Tức là tỉ lệ hình thành sao mới rất thấp.
NGC 2683 có rất nhiều cụm sao cầu, khoảng 300 cụm, gấp 2 lần số lượng cụm sao được nhìn thấy trong Ngân Hà. Do khoảng cách xa của nó và độ phức tạp khi tính toán khiến cho khối lượng của nó không thể tính toán chính xác được.

## Dữ liệu hiện tại
Theo như quan sát, đây là thiên hà nằm trong chòm sao Thiên Miêu và dưới đây là một số dữ liệu khác:
Xích kinh 08h 52m 41.3s
Độ nghiêng +33° 25′ 19″
Giá trị dịch chuyển đỏ 411 ± 1 km/s
Cấp sao biểu kiến 10.6
Kích thước biểu kiến 9′.3 × 2′.2
Loại thiên hà SA(rs)b